# Taperuçu-escuro
Andorinhão-preto-americano ou taperuçu-escuro (nome científico: Cypseloides niger) é uma espécie de ave pertencente à família dos apodídeos. Pode ser encontrada no norte da Colúmbia Britânica no Canadá, passando pelos Estados Unidos e México, até a Costa Rica e o Brasil. Eles também são encontrados em ilhas das Índias Ocidentais.

## Subespécies
São reconhecidas três subespécies:
- Cypseloides niger borealis (Kennerly, 1858) - reproduz-se do sudeste do Alasca ao sul do México. Distribuição fora da reprodução pouco conhecida, mas indivíduos do Colorado migram para o sudoeste do Brasil.
- Cypseloides niger costaricensis (Ridgway, 1910) - reproduz em grandes altitudes na Costa Rica. Distribuição fora da reprodução desconhecida.
- Cypseloides niger niger (Gmelin, 1789) - Índias Ocidentais e Trinidad. Guiana (Montanhas Merumé).